# Dendropoma exsertum
Dendropoma exsertum är en snäckart som först beskrevs av Dall 1881.  Dendropoma exsertum ingår i släktet Dendropoma och familjen Vermetidae. Inga underarter finns listade i Catalogue of Life.